# Kinesisk skældyr
Det kinesiske skældyr (Manis pentadactyla, en. Chinese pangolin) er en art af skældyr. Den når en længde på 54-80 cm med en hale på 26-34 cm og vejer 2,5-7 kg. Den er udbredt i det østlige og sydøstlige Asien. Den er en af tre arter af skældyr, som lever i Asien.
Det kinesiske skældyr anses for at være mellemvært for SARS-CoV-2 der i 2020 forårsagede en virus-pandemi.
Det kinesiske skældyr er kritisk truet på grund af dens udbredte brug i traditionel kinesisk medicin.